# Stazione di Winchester
La stazione di Winchester (in inglese Winchester railway station) è la principale stazione ferroviaria di Winchester, in Inghilterra.